# Periclimenes signatus
Periclimenes signatus är en kräftdjursart som beskrevs av Kemp 1925. Periclimenes signatus ingår i släktet Periclimenes och familjen Palaemonidae. Inga underarter finns listade i Catalogue of Life.